# Frank Ragnow
Frank Ragnow (Victoria, Minnesota, 17 de mayo de 1996) es un jugador profesional estadounidense de fútbol americano que se desempeña en la posición de center en Detroit Lions, equipo de la National Football League (NFL).

## Carrera
Fue seleccionado en la primera ronda en la Reunión Anual de Selección de Jugadores de la NFL de 2018. Hizo su debut profesional con el equipo Detroit Lions, donde lleva jugando seis temporadas.